# O-Train
O-Train ist das Stadtbahn-System der kanadischen Hauptstadt Ottawa. Es wird von der Verkehrsgesellschaft OC Transpo betrieben und besteht aus zwei Linien.

## Linien
- Line 1 / Confederation Line: Die 12,5 km lange Stadtbahnstrecke für elektrische Niederflurwagen verläuft von Tunney’s Pasture im Westen nach Blair im Osten und wurde 2019 eröffnet. Im Stadtzentrum besteht ein 2,5 km langer Tunnelabschnitt mit drei Stationen.
- Line 2 / Trillium Line: Führt in Nord-Süd-Richtung von Bayview nach Greenboro und von dort aus weiter nach Limebank. Auf der 19,0 km langen, eingleisigen Linie verkehren seit der Eröffnung im Jahr 2001 niederflurige Dieseltriebzüge. Ein Teil der Strecke wurde ursprünglich von Güterzügen mitgenutzt.
- Line 4 / Airport Line: Diese Linie mit einer Länge von 4,0 km wurde am 6. Januar 2025 eröffnet und führt von der Station South Keys, wo Anschluss an die Trillum Line besteht, in Richtung Südwesten bis zum Ottawa Macdonald-Cartier International Airport.

## Markenname
Der Markenname O-Train wurde von Acart Communications entwickelt, eine für die Verkehrsgesellschaft OC Transpo tätige Werbeagentur. Da Ottawa eine zweisprachige Stadt ist, muss der Name sowohl auf Englisch als auch auf Französisch einen Sinn ergeben. Im Englischen ist er eine Anspielung auf das Lied Take the “A” Train von Duke Ellington, das sich auf die Linie A der New Yorker Subway bezieht. Auf Französisch ist die Aussprache ähnlich wie bei au train, was „zum Zug“ bedeutet. Nach dem Baubeginn der Confederation Line wurde die Marke O-Train im September 2014 auf das gesamte zukünftige Streckennetz übertragen, während die ursprüngliche Linie die Bezeichnung Trillium Line erhielt.

## Pilotprojekt

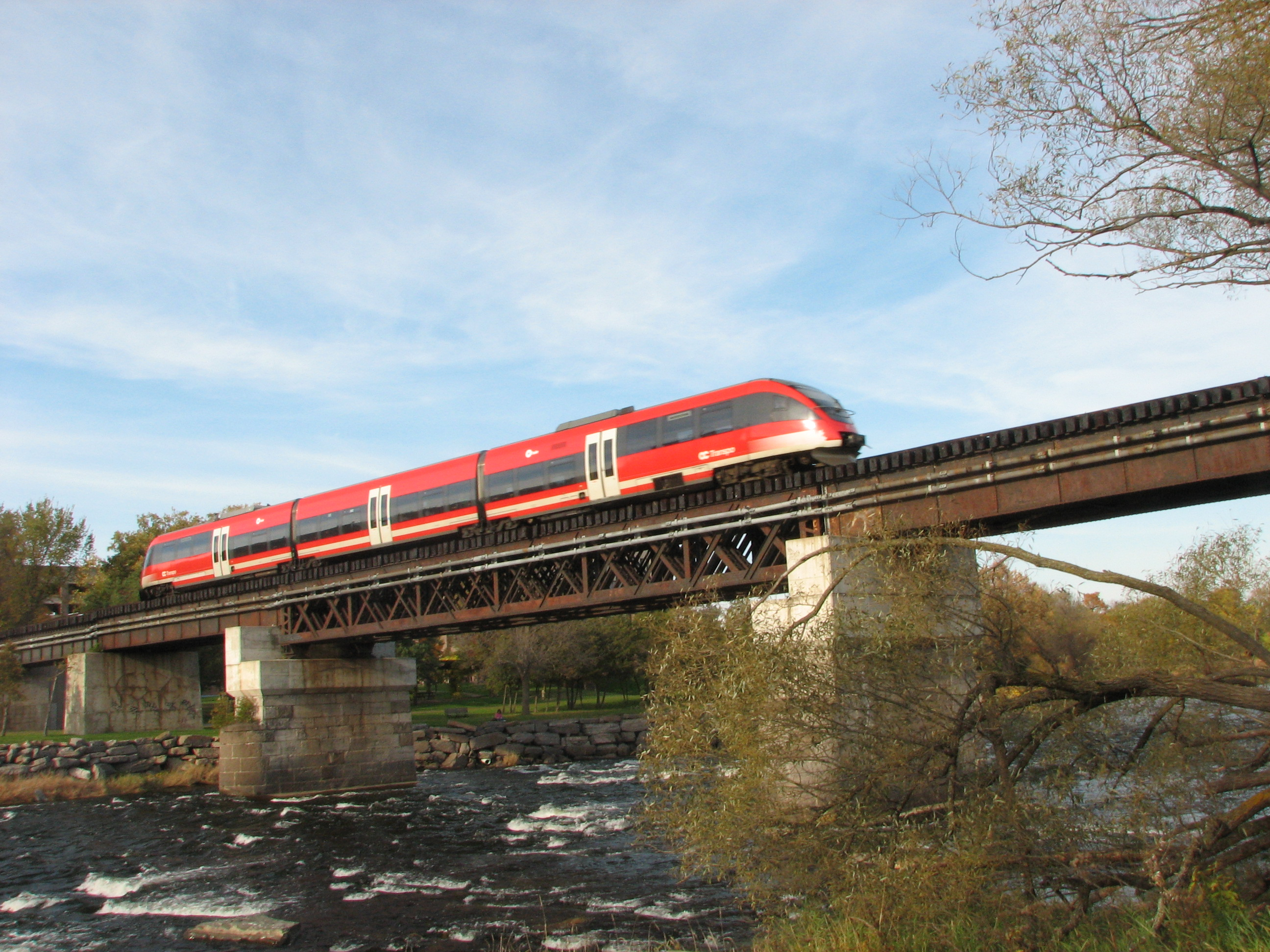
Bombardier Talent auf der Trillium Line über den Rideau River

Die Trillium Line, die ursprüngliche O-Train-Linie, wurde am 15. Oktober 2001 im Rahmen eines Pilotprojekts eingeführt. Sie sollte eine Alternative zu den Busways bieten, die seit den 1980er Jahren das Rückgrat des öffentlichen Personennahverkehrs in Ottawa bilden. Auf der bereits zuvor bestehenden Eisenbahnstrecke, die mit relativ geringem Aufwand angepasst wurde, verkehren seitdem Niederflur-Dieseltriebzüge. Rechtlich gesehen gilt sie trotz ihrer überwiegenden Nutzung für den lokalen Verkehr als Hauptbahn. Dennoch wird sie häufig als Light rail bezeichnet – einerseits weil Pläne bestanden, sie als Tram-Train in das Stadtzentrum hinein zu verlängern, andererseits weil das zunächst genutzte Rollmaterial vom Typ Bombardier Talent viel kleiner und leichter ist als die meisten Züge in Nordamerika.

## Gescheitertes Erweiterungsprojekt
Am 12. Juli 2006 beschloss der Stadtrat mit 14 zu 7 Stimmen, das Konsortium Siemens/PCL Construction/Dufferin mit der Verlängerung der Nord-Süd-Strecke zu beauftragen. Mit dem letztlich nicht umgesetzten Projekt wäre die (später so bezeichnete) Trillium Line durch eine zweigleisige elektrische Stadtbahn ersetzt worden. Gemäß den Plänen hätte die Linie von ihrem nördlichen Endpunkt aus in östlicher Richtung durch das Stadtzentrum bis zur Universität Ottawa geführt werden sollen, ebenso vom südlichen Endpunkt Greenboro aus in südwestlicher Richtung nach Barrhaven. Das letztere Teilstück hätte das Gebiet Riverside South in der Nähe des Flughafens Ottawa erschlossen, nicht aber den Flughafen selbst. Der Baubeginn war für den Herbst 2006 vorgesehen. Die bisher genutzten Züge des Typs Bombardier Talent wären durch Straßenbahn-Wagen des Typs Siemens Avanto ersetzt worden.
Mit elektrischer Traktion, dichterem Takt und straßenbündiger Streckenführung im Stadtzentrum hätte die erweiterte Linie eine viel größere Ähnlichkeit zu Straßenbahnen gehabt als das Pilotprojekt (und hätte so auch viel eher dem Terminus light rail entsprochen). Die Kosten wurden auf 778 Millionen kanadische Dollar veranschlagt. Bundes- und Provinzregierung hatten je 200 Millionen zugesagt, während die Stadt Ottawa den Rest beisteuern wollte.

### Annullierung des Projekts

Streckenplan der 2006 annullierten Stadtbahn-Planung

Die Planungen entwickelten sich zum politischen Spielball und waren ein wichtiges Thema während des Wahlkampfs der Bürgermeister- und Stadtratswahlen, die am 13. November 2006 stattfanden. Der amtierende Bürgermeister Bob Chiarelli war lange Zeit der wichtigste Befürworter der Stadtbahn gewesen. Terry Kilrea, zweitplatzierter Bürgermeisterkandidat im Jahr 2003, war davon überzeugt, dass das Projekt viel zu teuer sei und für Autofahrer ein Sicherheitsrisiko darstelle. Er forderte den Stopp des gesamten Stadtbahnprojekts. Der Bürgermeisterkandidat Alex Munter befürwortete Stadtbahnen, meinte jedoch, dass das Projekt ungenügend sei und die wahren Endkosten geheim gehalten worden seien. Er wollte das Teilstück nach Barrhaven streichen und das dabei gesperrte Geld stattdessen im Stadtzentrum investieren. Der Geschäftsmann Larry O’Brien, der spät in den Wahlkampf einstieg, wollte das Projekt um sechs Monate aufschieben, bevor er eine endgültige Entscheidung fällen würde. Im Wahlkampf präsentierten Kandidaten und Interessengruppen verschiedene, voneinander abweichende Konzepte.
Am 1. Dezember 2006 wurde Larry O’Brien neuer Bürgermeister. Der Stadtrat begann daraufhin drei mögliche Optionen zu diskutieren: Weiterführung des bisherigen Projekts, Verzicht auf das Teilstück nach Barrhaven oder Annullierung des Vertrags mit dem Konsortium. Die Zeitung Ottawa Sun warnte am 5. Dezember, dass die Annullierung eine Schadensersatzklage von Siemens zur Folge haben würde, die die Stadt im schlimmsten Falle bis zu eine Milliarde Dollar kosten könnte.
O’Brien wollte das Teilstück nach Barrhaven beibehalten, das Teilstück im Stadtzentrum aber streichen. Der Stadtrat brachte daraufhin die Möglichkeit ins Spiel, im Zentrum eine Tunnelstrecke zu bauen. Die Kosten für den Tunnelbau wurden auf rund 500 Millionen Dollar geschätzt. Schließlich entschied sich der Stadtrat mit 12:11 Stimmen für die Weiterführung des Projekts, jedoch ohne das Teilstück im Stadtzentrum. Ein Antrag, das Projekt zu einem späteren Zeitpunkt nochmals zu prüfen, scheiterte. Die Kostenbeiträge von Bund und der Provinz Ontario in der Höhe von zusammen 400 Millionen Dollar waren vor Ablauf der vertraglich vereinbarten Frist am 15. Dezember noch nicht gesichert. O’Brien entzog daraufhin dem Projekt seine Zustimmung. An der Sitzung vom 14. Dezember beschloss der Stadtrat mit 13:11 Stimmen, das Projekt zu annullieren. Zu diesem Zeitpunkt waren bereits Kosten von 65 Millionen Dollar entstanden.
Im Februar 2007 stellte Siemens die Stadt in einem Brief vor zwei Möglichkeiten: Die erste war die Zahlung von Schadensersatz in der Höhe von 175 Millionen Dollar, um die rechtlichen Auseinandersetzungen beizulegen und den Vertrag zu annullieren. Die zweite Option war die Neulancierung des Projekts mit zusätzlichen Kosten von 70 Millionen gegenüber den ursprünglichen Plänen. Eine Befragung zeigte, dass die Mehrheit der Einwohner entlang der Nord-Süd-Strecke mit der Annullierung des Projekts nicht einverstanden war; allerdings wollte nur ein Drittel der Befragten das Projekt in der bisherigen Form wiederaufleben lassen. Im September 2009 einigte sich die Stadt mit den Klägern darauf, eine Entschädigung in der Höhe von 36,7 Millionen Dollar zu zahlen.

### Neuplanung
Im Januar 2007 berief Bürgermeister Larry O’Brien eine Sonderkommission ein, um die Verkehrsbedürfnisse der Stadt zu eruieren und einen Bericht zuhanden des Stadtrates auszuarbeiten. Im Juni desselben Jahres lag der Bericht vor und wurde den Medien präsentiert. Die vom ehemaligen Unterhausabgeordneten David Collenette präsidierte Kommission empfahl den Ausbau der Stadtbahn durch die Nutzung bestehender Trassen (Via Rail, Canadian Pacific Railway, Ottawa Central Railway) sowie den Bau neuer Stationen und eines Tunnels durch das Zentrum. Empfohlen wurde auch der Einsatz von Mehrsystemfahrzeugen, mit elektrischem Antrieb im Tunnel und Dieselantrieb auf den Außenstrecken, um brachliegende Bahntrassen möglichst rasch wieder nutzen zu können. Die Kommission schlug die Schaffung von sechs Linien in den folgenden dreißig Jahren vor, darunter Verbindungen nach Gatineau und zum Flughafen, wobei die Strecken je nach Bedarf elektrifiziert werden sollten.
Am 28. November 2007 verkündete der Stadtrat die Erweiterung des Bahnangebotes nach Riverside South, ebenso den Bau eines zentralen Tunnels. Etwas mehr als drei Monate später, am 3. März 2008, präsentierte der Stadtrat vier verschiedene Optionen für seinen Verkehrsmasterplan und führte in derselben Woche öffentliche Anhörungen durch. Alle Varianten beinhalteten einen zentralen Tunnel und sahen einen Projektabschluss um das Jahr 2031 vor. Die Gesamtkosten wurden in allen Fällen auf mindestens drei Milliarden Dollar geschätzt, davon eine Milliarde für den Tunnel.
In den Anhörungen kristallisierte sich Option 4 als die bevorzugte heraus: Diese sieht den Umbau des zentralen Teilstücks des Transitway (seit 1983 bestehende Trasse für Bus Rapid Transit) zwischen den Stationen Blair im Osten und Baseline im Westen vor, während die Pilotstrecke auf Doppelspur ausgebaut und zum Flughafen verlängert werden soll. Die Kosten dieser Option werden auf 3,82 Milliarden Dollar geschätzt. Am 16. April 2008 empfahl die Kommission die Umsetzung dieser Option. Der Stadtrat folgte am 28. Mai 2008 dieser Empfehlung mit 19:4 Stimmen.

## Weitere Entwicklung

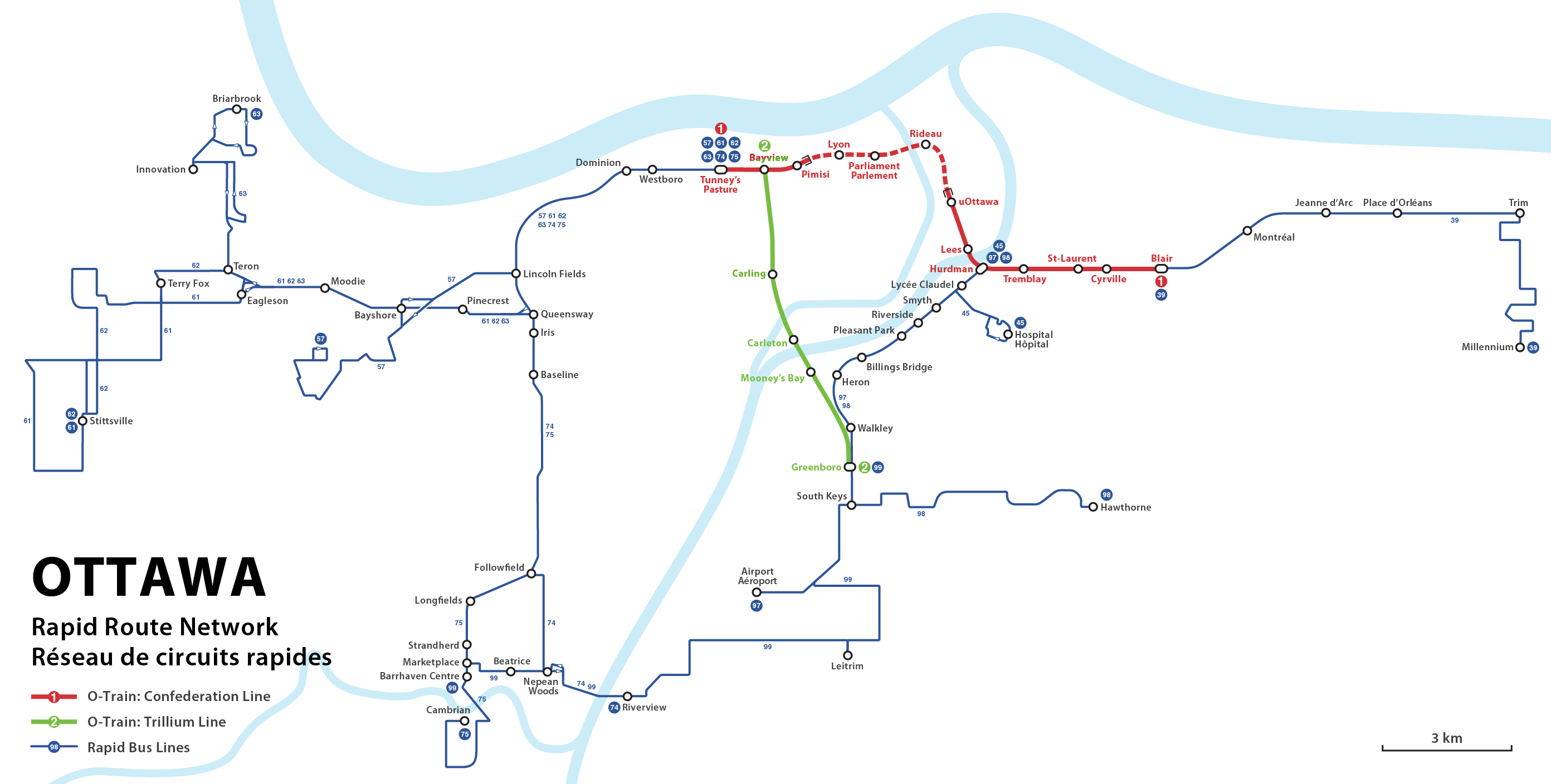
Liniennetz nach der Inbetriebnahme des Innenstadttunnels (2019)

Liniennetz nach Fertigstellung der 2. Ausbaustufe

Nach den grundlegenden Projektänderungen musste ein neues Ausschreibungsverfahren durchgeführt werden. Die Pilotstrecke würde nun nicht mehr ins Stadtzentrum geführt werden, sondern um eine neue West-Ost-Linie, die teilweise im Tunnel verlaufende Confederation Line, ergänzt. Bürgermeister Jim Watson präsentierte am 21. Oktober 2011 die Shortlist der verbleibenden Konsortien. Es waren dies Ottawa Transit Partners (angeführt von Vinci und Bombardier), Rideau Transit Group (angeführt von SNC Lavalin und Veolia) sowie Rideau Transit Partners (angeführt von Bouygues). Den Zuschlag zum Bau der Confederation Line erhielt am 15. Februar 2013 das Konsortium Rideau Transit Group. Der Vertrag hat einen Wert von 2,1 Milliarden Dollar. Die Bauarbeiten an der 12,5 km langen Strecke begannen zwei Monate später und sollten fünf Jahre dauern.
Im November 2013 genehmigte der Stadtrat einstimmig einen überarbeiteten Verkehrsmasterplan, der unter anderem eine Erweiterung der Stadtbahnstrecken um 30 km und 19 neue Stationen bis zum Jahr 2031 vorsieht. Diese zweite Phase umfasst die Verlängerung der Confederation Line westwärts nach Bayshore (mit einem Abzweig nach Baseline) und ostwärts zum Place d’Orléans, ebenso eine Verlängerung der Trillium Line nach Riverside South. Die Bauarbeiten sollten unmittelbar nach Abschluss der ersten Phase im Jahr 2018 beginnen und 2023 abgeschlossen sein. Im Juli 2015 genehmigte die Bundesregierung einen Finanzierungsbeitrag in der Höhe von einer Milliarde Dollar. Weitere Mittel werden von der Provinz zur Verfügung gestellt. Die Eröffnung der ersten Etappe der Confederation Line verzögerte sich um mehr als ein Jahr und erfolgte schließlich am 14. September 2019.
Nach Fertigstellung der 2. Ausbaustufe sollen vier Linien verkehren.